# Oreodera aliciae
Oreodera aliciae är en skalbaggsart som beskrevs av Mccarthy 2005. Oreodera aliciae ingår i släktet Oreodera och familjen långhorningar.
Artens utbredningsområde är:
- Costa Rica.
- Panama.

Inga underarter finns listade i Catalogue of Life.